# Districte de Barda
Barda (àzeri: Bərdə), és un districte de l'Azerbaidjan amb el centre administratiu a la ciutat de Barda. Conté 111 poblacions dins el seu territori.

## Territori i població
Comprèn una superfície de 957 km², amb una població de 157.500 (any 2020) persones i una densitat del 170 habitants per km².